# 慈雲
慈雲（じうん、1718年8月24日（享保3年7月28日） - 1805年1月22日（文化元年12月22日））は江戸時代後期の真言宗の僧侶。戒律を重視し「正法律」（真言律）を提唱した。雲伝神道の開祖。能書家としても知られる。俗姓は上月氏。法諱は飲光（おんこう）。号は百不知童子、葛城山人、雙龍叟など。慈雲尊者と尊称される。

## 生涯
大坂中之島（現在の大阪市北区）の高松藩蔵屋敷で上月安範の子として生まれ、父の遺言により13歳の時に摂津の法楽寺（大阪市東住吉区）で出家、同寺の住職・忍綱貞紀に密教と梵語（サンスクリット）を学ぶ。16歳の時に、忍綱の命で京都に行き、伊藤東涯に古学派の儒学を学ぶ。翌年に奈良に遊学し、顕教、密教、神道と宗派を問わず学び、河内の野中寺（羽曳野市）で秀厳の教えを受けて、戒律の研究を始め、1738年(元文3年)、具足戒を受けた。翌年には忍網から灌頂を受け、法楽寺の住職となったが、2年後に住職を同門に譲った。その後、信濃に曹洞宗の僧侶の大梅を訪ねて禅を学び印可を受ける。
1744年(延享元年)、河内の長栄寺（東大阪市）を再興して住職となり、初めて戒律の講義を行なったのを皮切りに、高野山や近畿の各地で修行と講演を続ける。1750年（寛延3年）、「根本僧制」を定めて正法律の復興を標榜、有馬の桂林寺で『方服図儀』を著し、袈裟の裁制を正す。
1758年(宝暦8年)、『南海寄帰伝解䌫鈔』7巻を著した後、生駒山中の雙龍庵という草庵に隠居して研究に専念し、千巻にも及ぶ梵語研究の大著『梵学津梁』を著す。その内容は、密教で行われてきた梵字の呪術的解釈を排し、梵語の文法を研究して、梵文で書かれた仏教教典の原典の内容を正しく読解しようとするものであった。この『梵学津梁』の内容は、明治時代に来日したフランス人のサンスクリット研究家シルヴァン・レヴィから高く評価されたほどであった。

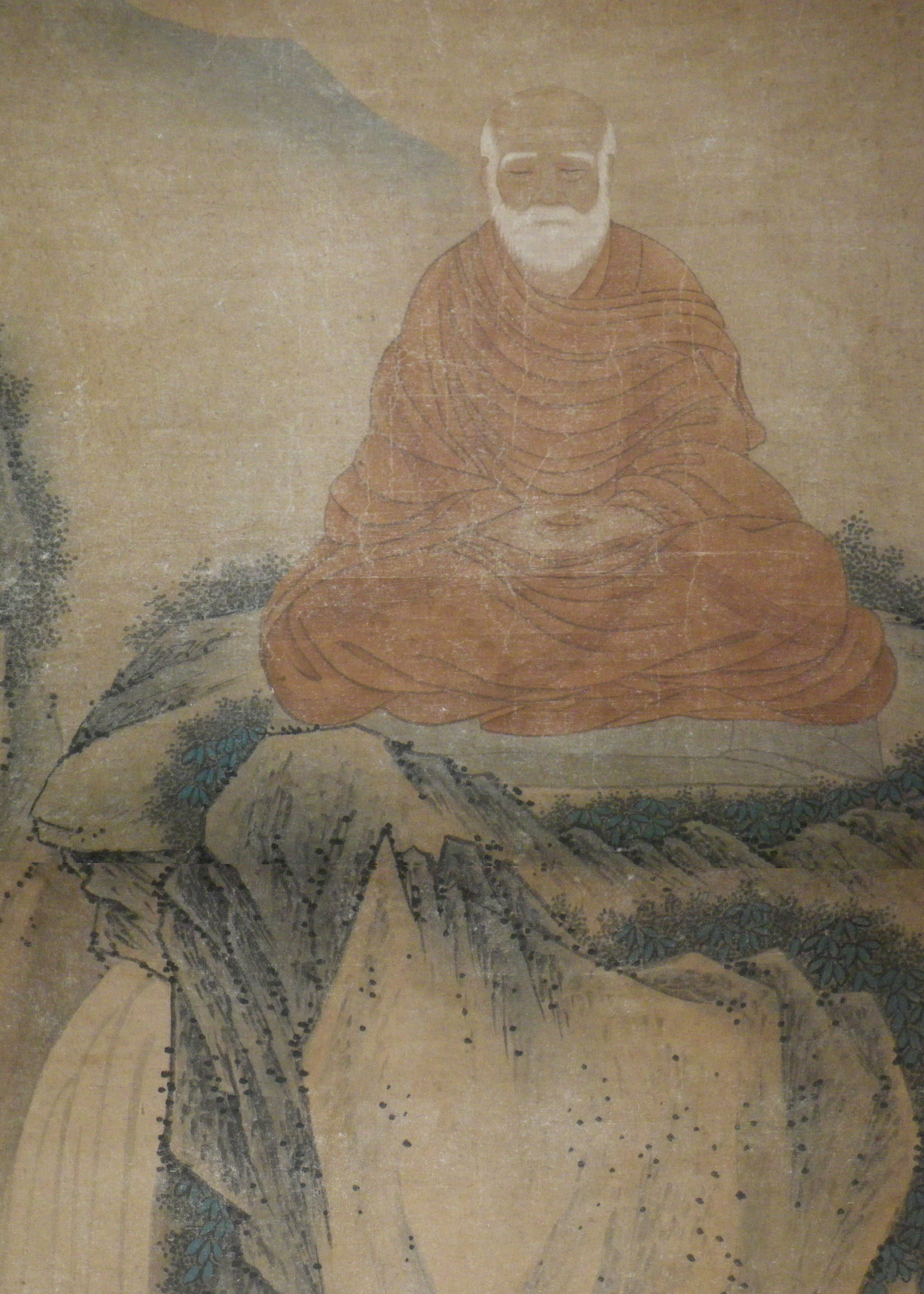
雙龍庵巖上坐禅像（部分）

1775年(安永4年)、『十善法語』12巻を著す。1776年(安永5年)に河内の高貴寺（南河内郡河南町）に入寺した。
大和郡山藩主・柳沢保光の支援を受け、高貴寺の堂舎を整備し、この寺を正法律の本山と定めた。保光は慈雲に深く帰依し、慈雲の死後に保光が剃髪した際には、毛髪を高貴寺にある慈雲の墓のそばに埋めたほどであったと伝えられる。
晩年に、独自の神道説を唱え、磐船大神社を根本道場とした。慈雲の提唱した神道は後に雲伝神道（うんでんしんとう）または葛城神道（かつらぎしんとう）と呼ばれた。
1804年、京都の阿弥陀寺でその生涯を終えた。遺体は高貴寺に運ばれ埋葬された。

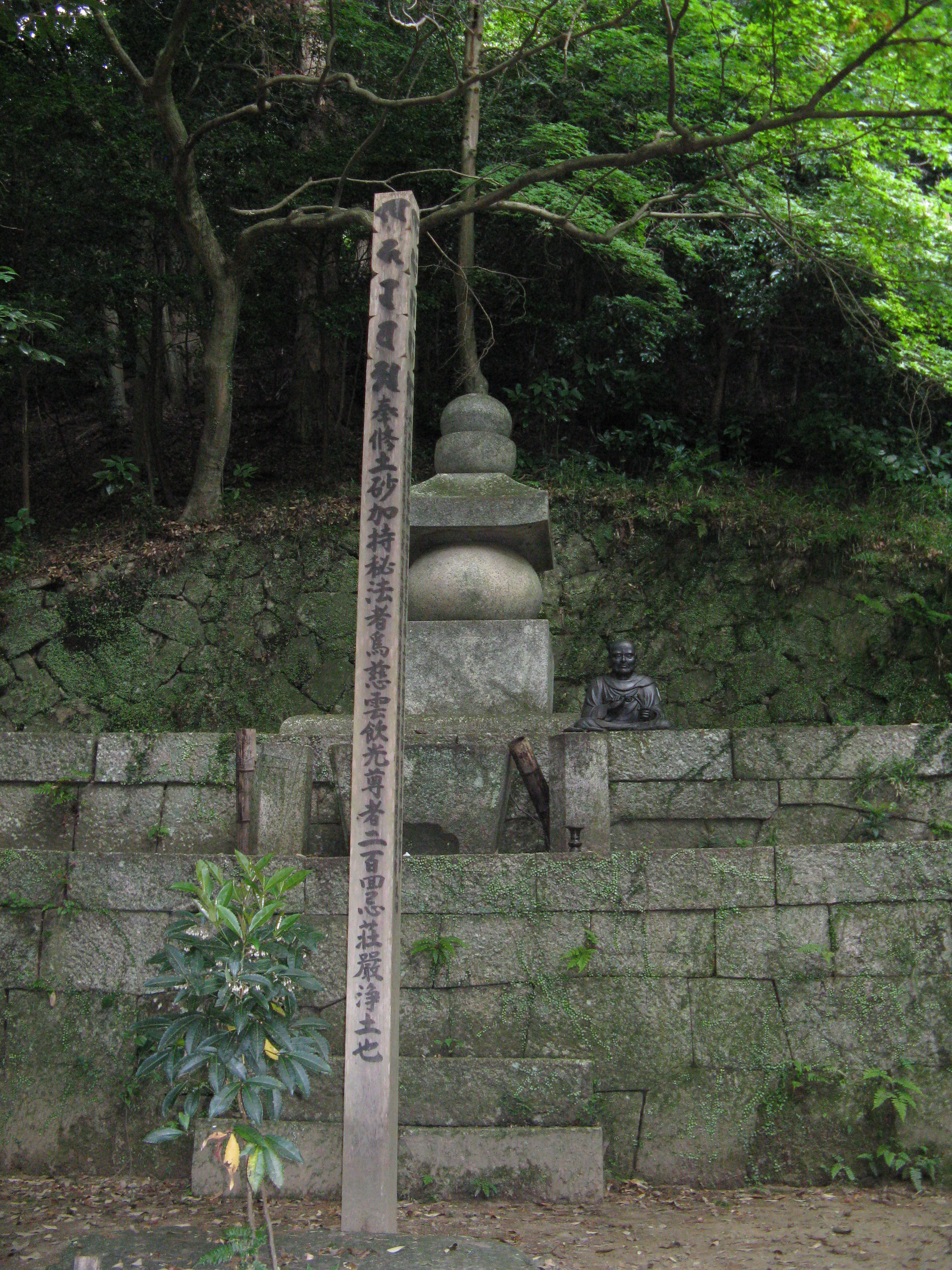
高貴寺の慈雲霊廟（墓）

## 雲伝神道
慈雲が主張した雲伝神道は、日本の神道は密教に基づく曼荼羅観に一致するとして、専ら密教の教義によって解釈された神道の一派である。葛城神道ともいう。その思想は、当時の儒者や神道家による仏教批判に対抗して、旧来の両部神道の再構築を図ったもので、神道の本義を君臣の大義に置き、夫婦・朋友の道を立てる儒学を批判し、日本は聖人の出現を必要としない神国であるとするなど、従来の神仏習合とは異なって復古神道に近い立場を取っている。神道関係の主著は、『神儒偶談』『神道要語』『神道国歌』『神勅口伝』『天の御蔭』など。

## 著書
- 『梵学津梁』
- 『十善法語』（国立国会図書館デジタルコレクション - 十善法語）
- 『方服図儀』（国立国会図書館デジタルコレクション - 方服図儀 : 略本.巻上、同左 巻下）
- 『神儒偶談』（国立国会図書館デジタルコレクション - 神儒偶談. 上、同左 下）
- 『慈雲尊者墨蹟集成』、三浦康広編、思文閣出版（3巻組）、1989年、ISBN 978-4784205639
- 『慈雲尊者全集』、長谷宝秀[5]編、思文閣出版（全19巻組）1977年
  - 復刻版（一部）『慈雲尊者 神道著作全集』、長谷寶（宝）秀編、八幡書店、2009年 ISBN 978-4893506641

## 研究書籍
- 三浦康広 『慈雲尊者 人と芸術』二玄社、1980年、ISBN 978-4544010237
- 『真実の人慈雲尊者　釈尊ひとすじの生涯とその教え』、慈雲尊者二百回遠忌の会編、論集、大法輪閣、2004年、ISBN 978-4804612058。
- 三浦康広編・解説『慈雲尊者書』二玄社、2009年、ISBN 978-4544013955
- 小金丸泰仙 『慈雲尊者に学ぶ『正法眼蔵』　「現成公案」巻』大法輪閣、2009年、ISBN 978-4804612928
- 秋山学 『律から密へ　晩年の慈雲尊者』、春風社、2018年、ISBN 978-4861106002
- 小金丸泰仙校注 『十善法語』、大法輪閣、改訂版2018年、ISBN 9784804614045
- 小金丸泰仙『慈雲尊者の『十善法語』を読む』大法輪閣、2020年、ISBN 978-4804614243
- 小金丸泰仙『慈雲尊者の仏法 -この世のまことを生きる-』NHK出版、2020年、ISBN 978-4149110219
- 小金丸泰仙『金剛教の真髄-金剛般若経講解を読む-』　禅文化研究所、2023年
- 小金丸泰仙　慈雲尊者『人となる道』-現代語訳と注解-大法輪閣、2024年